# Asif Nawaz
Le général Asif Nawaz ou Asif Nawaz Janjua (ourdou : آصف نواز جنجوعہ), né le 3 janvier 1937 et mort le 8 janvier 1993, est un militaire pakistanais. Il a été à la tête des forces armées de son pays (Chief of Army Staff) du 16 août 1991 jusqu'à sa mort le 8 janvier 1993.